# Anfígeno
| Grupo → | 16     |
| Periodo |        |
| 2       | 8 O    |
| 3       | 16 S   |
| 4       | 34 Se  |
| 5       | 52 Te  |
| 6       | 84 Po  |
| 7       | 116 Lv |

El grupo de los anfígenos, también llamado familia del oxígeno, es el grupo conocido antiguamente como VI A, y actualmente el grupo 16 (según la IUPAC). Contiene los siguientes elementos: oxígeno (O), azufre (S), selenio (Se), telurio (Te), polonio (Po) y livermorio (Lv). El nombre de anfígeno en español deriva de la propiedad de algunos de sus elementos de formar compuestos con carácter ácido o básico. Los elementos no metálicos del grupo (oxígeno, azufre, selenio y telurio) también se conocen como calcógenos.
Aunque todos ellos tienen seis electrones de valencia (última capa s2p4), sus propiedades varían de no metálicas a metálicas en cierto grado, conforme aumenta su número atómico.
El oxígeno y el azufre se utilizan abiertamente en la industria y el telurio y el selenio en la fabricación de semiconductores.
El azufre se conoce desde la antigüedad, y el oxígeno se reconoció como elemento en el siglo XVIII. El selenio, el telurio y el polonio se descubrieron en el siglo XIX, y el livermorio en 2000. Todos los calcógenos tienen seis electrones de valencia, por lo que les faltan dos electrones para completar la capa externa. Sus estados de oxidación más comunes son -2, +2, +4 y +6. Tienen radios atómicos relativamente bajos, especialmente los más ligeros.
Los calcógenos más ligeros suelen ser notóxicos en su forma elemental, y a menudo son fundamentales para la vida, mientras que los calcógenos más pesados suelen ser tóxicos. Todos los calcógenos naturales tienen algún papel en las funciones biológicas, ya sea como nutriente o como toxina. El selenio es un nutriente importante (entre otras cosas, como componente básico de la selenocisteína), pero también suele ser tóxico. El telurio suele tener efectos desagradables (aunque algunos organismos pueden utilizarlo), y el polonio (especialmente el isótopo polonio-210) siempre es perjudicial como resultado de su radiactividad.
El azufre tiene más de 20 alótropos, el oxígeno nueve, el selenio al menos ocho, el polonio dos y sólo se ha descubierto hasta ahora una estructura cristalina del telurio. Existen numerosos compuestos calcógenos orgánicos. Sin contar el oxígeno, los compuestos orgánicos de azufre suelen ser los más comunes, seguidos de los compuestos orgánicos de selenio y los compuestos orgánicos de telurio. Esta tendencia también ocurre con los pnicótidos calcógenos y los compuestos que contienen calcógenos y elementos del grupo del carbono.
El oxígeno se obtiene generalmente por separación del aire en nitrógeno y oxígeno.[cita requerida] El azufre se extrae del petróleo y del gas natural. El selenio y el telurio se producen como subproductos del refinado del cobre. El polonio está más disponible en los materiales naturales que contienen actinida.  El livermorio se ha sintetizado en aceleradores de partículas. El principal uso del oxígeno elemental es en la siderurgia.[cita requerida] El azufre se convierte principalmente en ácido sulfúrico, muy utilizado en la industria química. La aplicación más común del selenio es la fabricación de vidrio. Los compuestos de telurio se utilizan sobre todo en discos ópticos, dispositivos electrónicos y células solares. Algunas de las aplicaciones del polonio se deben a su radiactividad.

## Descripción
Para adquirir la configuración electrónica de octeto típica de un gas noble, estos elementos deben aceptar un par de electrones, por lo que generalmente presentan estados de oxidación negativo, aunque al descender en el grupo los potenciales de ionización son más pequeños y se presentan también estados de oxidación positivos más típicos de los metales. El oxígeno existe abundantemente en la tierra, en el aire y combinado en el agua, formando óxidos, hidróxidos y algunas sales. El azufre también se presenta en abundancia, tanto en estado elemental como combinado. El selenio y el telurio se encuentran libres y combinados, aunque con menos abundancia. Finalmente, el polonio es un elemento radiactivo que se encuentra escasamente presente en la naturaleza, en forma de sales. Este grupo de elementos también se combina con algunos metales formando calcogenuros.
La reactividad de estos elementos varía desde el oxígeno no metálico y muy electronegativo, hasta el polonio metálico. El oxígeno presenta unas propiedades muy distintas de los otros elementos del grupo, pues su diferente reactividad nace del pequeño tamaño del oxígeno, que le hace muy oxidante y, por tanto, muy reactivo.

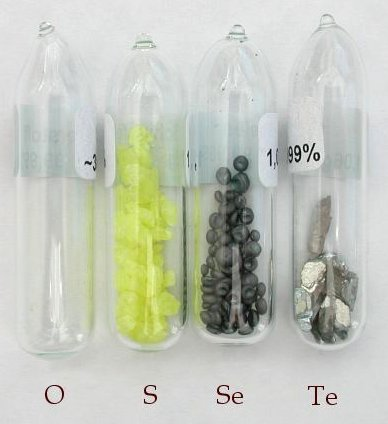
Oxígeno, azufre, selenio y telurio.

## Propiedades

### Atómicas y físicas
Los calcógenos muestran patrones similares en la configuración electrónica, especialmente en la cáscara más externa, donde todos tienen el mismo número de electrones de valencia, lo que resulta en tendencias similares en el comportamiento químico:
| Z   | Elemento   | Número de electrones/cáscara       |
| --- | ---------- | ---------------------------------- |
| 8   | Oxígeno    | 2, 6                               |
| 16  | Azufre     | 2, 8, 6                            |
| 34  | Selenio    | 2, 8, 18, 6                        |
| 52  | Telurio    | 2, 8, 18, 18, 6                    |
| 84  | Polonio    | 2, 8, 18, 32, 18, 6                |
| 116 | Livermorio | 2, 8, 18, 32, 32, 18, 6 (predicho) |

| Elemento   | Punto de fusión (°C) | Punto de ebullición (°C) | Densidad en STP (g/cm3) |
| ---------- | -------------------- | ------------------------ | ----------------------- |
| Oxígeno    | −219                 | −183                     | 0.00143                 |
| Azufre     | 120                  | 445                      | 2.07                    |
| Selenio    | 221                  | 685                      | 4.3                     |
| Telurio    | 450                  | 988                      | 6.24                    |
| Polonio    | 254                  | 962                      | 9.2                     |
| Livermorio | 220 (predicho)       | 800 (predicho)           | 14 (predicho)           |

Todos los calcógenos tienen seis electrones de valencia. Todos los calcógenos sólidos y estables son blandos y no conducen bien el calor. Electronegatividad disminuye hacia los calcógenos con mayor número atómico. Densidad, puntos de fusión y ebullición, y atómico y radios iónicos tienden a aumentar hacia los calcógenos con números atómicos más altos.

### Isótopos
De los seis calcógenos conocidos, uno (oxígeno) tiene un número atómico igual a un número mágico nuclear, lo que significa que sus núcleos atómicos tienden a tener una mayor estabilidad frente a la desintegración radiactiva. El oxígeno tiene tres isótopos estables y 14 inestables. El azufre tiene cuatro isótopos estables, 20 radiactivos y un isómero. El selenio tiene seis isótopos observacionalmente estables o casi estables, 26 isótopos radiactivos y 9 isómeros. El telurio tiene ocho isótopos estables o casi estables, 31 inestables y 17 isómeros. El polonio tiene 42 isótopos, ninguno de los cuales es estable. Tiene 28 isómeros adicionales. Además de los isótopos estables, algunos isótopos calcógenos radiactivos ocurren en la naturaleza, ya sea porque son productos de desintegración, como 210Po, porque son primordial, como 82Se, debido a rayos cósmicos espalación, o por fisión nuclear del uranio. Se han descubierto isótopos de livermorio 290Lv hasta 293Lv; el isótopo de livermorio más estable es 293Lv, que tiene una vida media de 0,061 segundos.
Entre los calcógenos más ligeros (oxígeno y azufre), los isótopos más pobres en neutrones sufren emisión de protones, los isótopos moderadamente pobres en neutrones sufren captura de electrones o β+, los isótopos moderadamente ricos en neutrones sufren β-, y los isótopos más ricos en neutrones sufren emisión de neutrones. Los calcógenos medios (selenio y telurio) tienen tendencias de desintegración similares a las de los calcógenos más ligeros, pero sus isótopos no sufren emisión de protones y algunos de los isótopos más carentes de neutrones del telurio sufren desintegración alfa. Los isótopos del polonio tienden a decaer con desintegración alfa o beta. Los isótopos con espín nucleares son más comunes entre los calcógenos selenio y telurio que con el azufre.

### Alótropos
.

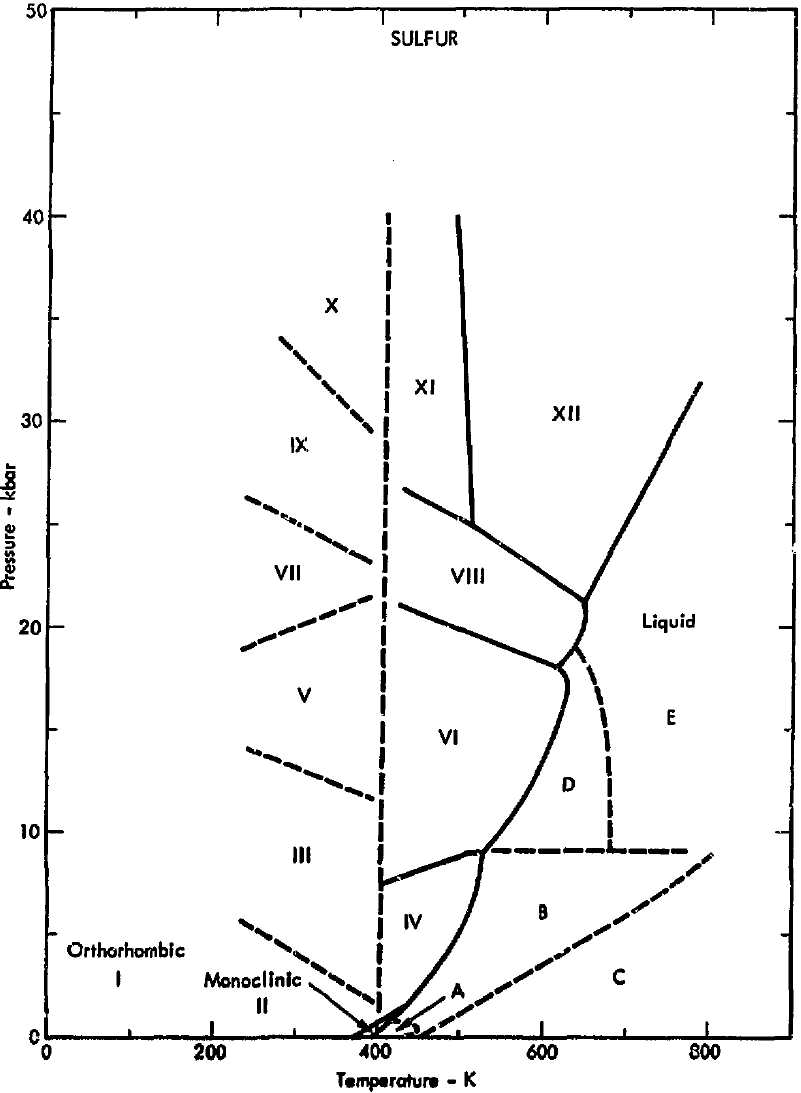
Diagrama de fase del azufre que muestra la estabilidad relativa de varios alótropos

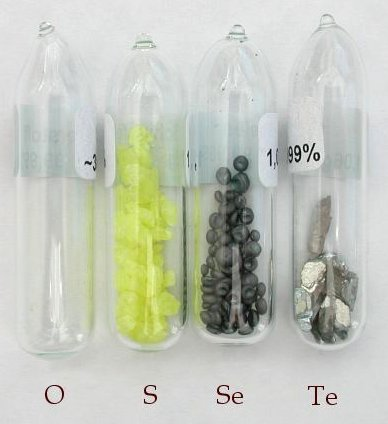
Los cuatro calcógenos estables en STP

Diagrama de fase del oxígeno sólido

El alótropo más común del oxígeno es el oxígeno diatómico, u O2, una molécula paramagnética reactiva omnipresente en organismos aeróbicos y de color azul en su estado líquido. Otro alótropo es el O3, u ozono, que son tres átomos de oxígeno enlazados entre sí en una formación doblada. También existe un alótropo llamado tetraoxígeno, u O4, y seis alótropos del oxígeno sólido incluyendo el "oxígeno rojo", que tiene la fórmula O8.
El azufre tiene más de 20 alótropos conocidos, que es más que cualquier otro elemento excepto carbono. Los alótropos más comunes están en forma de anillos de ocho átomos, pero se conocen otros alótropos moleculares que contienen tan sólo dos átomos o hasta 20. Otros alótropos notables del azufre incluyen el azufre rómbico y el azufre monoclínico. El azufre rómbico es el más estable de los dos alótropos. El azufre monoclínico adopta la forma de largas agujas y se forma cuando el azufre líquido se enfría ligeramente por debajo de su punto de fusión. Los átomos en el azufre líquido están generalmente en forma de largas cadenas, pero por encima de 190 °C, las cadenas comienzan a romperse. Si el azufre líquido por encima de 190 °C se congela muy rápidamente, el azufre resultante es azufre amorfo o "plástico". El azufre gaseoso es una mezcla de azufre diatómico (S2) y anillos de 8 átomos.
El selenio tiene al menos ocho alótropos distintos. El alótropo gris, comúnmente denominado alótropo "metálico", a pesar de no ser un metal, es estable y tiene una estructura cristalina hexagonal. El alótropo gris del selenio es blando, con una  dureza Mohs de 2, y quebradizo. Otros cuatro alótropos del selenio son  metaestables. Estos incluyen dos  alótropos monoclínicos rojos y dos  alótropos amorfos, uno de los cuales es rojo y otro negro. El alótropo rojo se convierte en el alótropo negro en presencia de calor. El alótropo gris del selenio está formado por espiraless en los átomos de selenio, mientras que uno de los alótropos rojos está formado por apilamientos de anillos de selenio (Se8).
No se sabe que el telurio tenga alótropos, aunque su forma típica es hexagonal. El polonio tiene dos alótropos, que se conocen como α-polonio y β-polonio. El α-polonio tiene una estructura cristalina cúbica y se convierte en el β-polonio romboédrico a 36 °C.
Los calcógenos tienen estructuras cristalinas variables. La estructura cristalina del oxígeno es monoclínico, la del azufre es ortorrómbico, el selenio y el telurio tienen la estructura cristalina hexagonal, mientras que el polonio tiene una estructura cristalina cúbica.

### Propiedades químicas
El oxígeno, el azufre y el selenio son no metales, y el telurio es un metaloide, lo que significa que sus propiedades químicas están entre las de un metal y las de un no metal. No es seguro que el polonio sea un metal o un metaloide. Algunas fuentes se refieren al polonio como un metaloide, aunque tiene algunas propiedades metálicas. Además, algunos alótropos del selenio muestran características de un metaloide, a pesar de que el selenio suele considerarse un no metal. Aunque el oxígeno es un calcógeno, sus propiedades químicas son diferentes a las de otros calcógenos. Una de las razones es que los calcógenos más pesados tienen orbitales d vacantes. Además, la electronegatividad del oxígeno es mucho mayor que la de los demás calcógenos. Esto hace que la polarizabilidad eléctrica del oxígeno sea varias veces menor que la de los otros calcógenos.
Para el enlace covalente un calcógeno puede aceptar dos electrones según la regla del octeto, dejando dos pares solitarios. Cuando un átomo forma dos enlaces simples, éstos forman un ángulo entre 90° y 120°. En los cationes 1+, como el H
3O+
, un calcógeno forma tres orbitales moleculares dispuestos en una piramidal trigonal y un par solitario. Los dobles enlaces también son comunes en los compuestos calcogénicos, por ejemplo en los calcogenatos (véase más adelante).
El número de oxidación de los compuestos calcógenos más comunes con metales positivos es -2. Sin embargo, la tendencia de los calcógenos a formar compuestos en el estado -2 disminuye hacia los calcógenos más pesados. Se dan otros números de oxidación, como -1 en pirita y peróxido. El mayor número de oxidación formal es +6. Este número de oxidación se encuentra en sulfatos, selenatos, teluratos, polonatos, y sus correspondientes ácidos, como el ácido sulfúrico.
El oxígeno es el elemento más electronegativo, excepto el flúor, y forma compuestos con casi todos los elementos químicos, incluidos algunos de los gases nobles. Suele unirse a muchos metales y metaloides para formar óxidos, como el óxido de hierro, el óxido de titanio y el óxido de silicio. El estado de oxidación más común del oxígeno es -2, y el estado de oxidación -1 también es relativamente común. Con el hidrógeno forma agua y peróxido de hidrógeno. Los compuestos orgánicos de oxígeno son omnipresentes en la química orgánica. 
Los estados de oxidación del azufre son -2, +2, +4 y +6. Los análogos de compuestos de oxígeno que contienen azufre suelen tener el prefijo tio. La química del azufre es similar a la del oxígeno en muchos aspectos. Una diferencia es que los dobles enlaces de azufre-azufre son mucho más débiles que los dobles enlaces de oxígeno-oxígeno, pero los enlaces simples de azufre-azufre son más fuertes que los enlaces simples de oxígeno-oxígeno. Los compuestos orgánicos de azufre, como los tioless, tienen un fuerte olor específico, y unos pocos son utilizados por algunos organismos.
Los estados de oxidación del selenio son -2, +4 y +6. El selenio, como la mayoría de los calcógenos, se enlaza con el oxígeno. Existen algunos compuestos orgánicos de selenio, como las selenoproteínas. Los estados de oxidación del telurio son -2, +2, +4 y +6. El telurio forma los óxidos monóxido de telurio, dióxido de telurio y trióxido de telurio. Los estados de oxidación del polonio son +2 y +4.

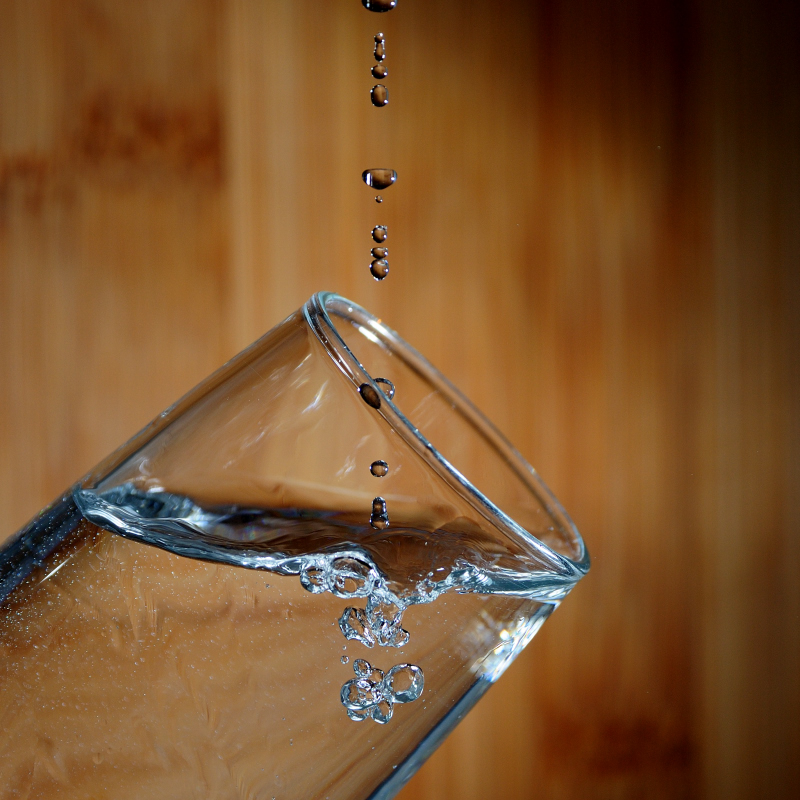
Agua (H_{2}O) es el compuesto que contiene calcógeno más conocido.

Existen muchos ácidos que contienen anfígenos, incluidos el ácido sulfúrico, ácido sulfuroso, ácido selénico, y ácido telúrico. Todos los calcogenuros de hidrógeno son tóxicos con excepción del agua. Los iones de oxígeno a menudo se presentan en forma de iones óxido (O2−
), iones peróxido  (O2−
2), e iones hidróxido (OH−
). Los iones azufre por lo general se presentan como sulfuros (S2−
), sulfitos (SO2−
3), sulfatos (SO2−
4), y tiosulfatos (S
2O2−
3). Los iones selenio por lo general se presentan como seleniuros (Se2−
) y selenatos (SeO2−
4). Los iones teluro a menudo se presentan como telururos (Te2-) y  teluratos (TeO2−
4). Las moléculas que contienen metales unidos a anfígenos son comunes en minerales. Por ejemplo, pirita (FeS2) es un mineral de hierro, y el raro mineral calaverita es el telururo AuTe2.
Aunque todos los elementos del grupo 16 de la tabla periódica, incluido el oxígeno, pueden definirse como calcógenos, el oxígeno y los óxidos suelen distinguirse de los calcógenos y los calcogenuros. El término "calcogenuro" suele reservarse a los sulfuros, seleniuros y telururos, más que a los óxidos.
Excepto el polonio, todos los calcógenos son bastante similares químicamente entre sí. Al reaccionar con metales electropositivos, todos forman iones X2-..
Los minerales sulfurosos y compuestos análogos producen gases al reaccionar con el oxígeno.

## Etimología
El término «anfígeno» proviene del griego y significa formador de ambos, en relación con que algunos elementos de este grupo intervienen en la formación de ácidos y otros en la de bases.